# Asplenium fontanum
Asplenium fontanum o culantrillo blanco menor es un helecho de la familia  Aspleniaceae.

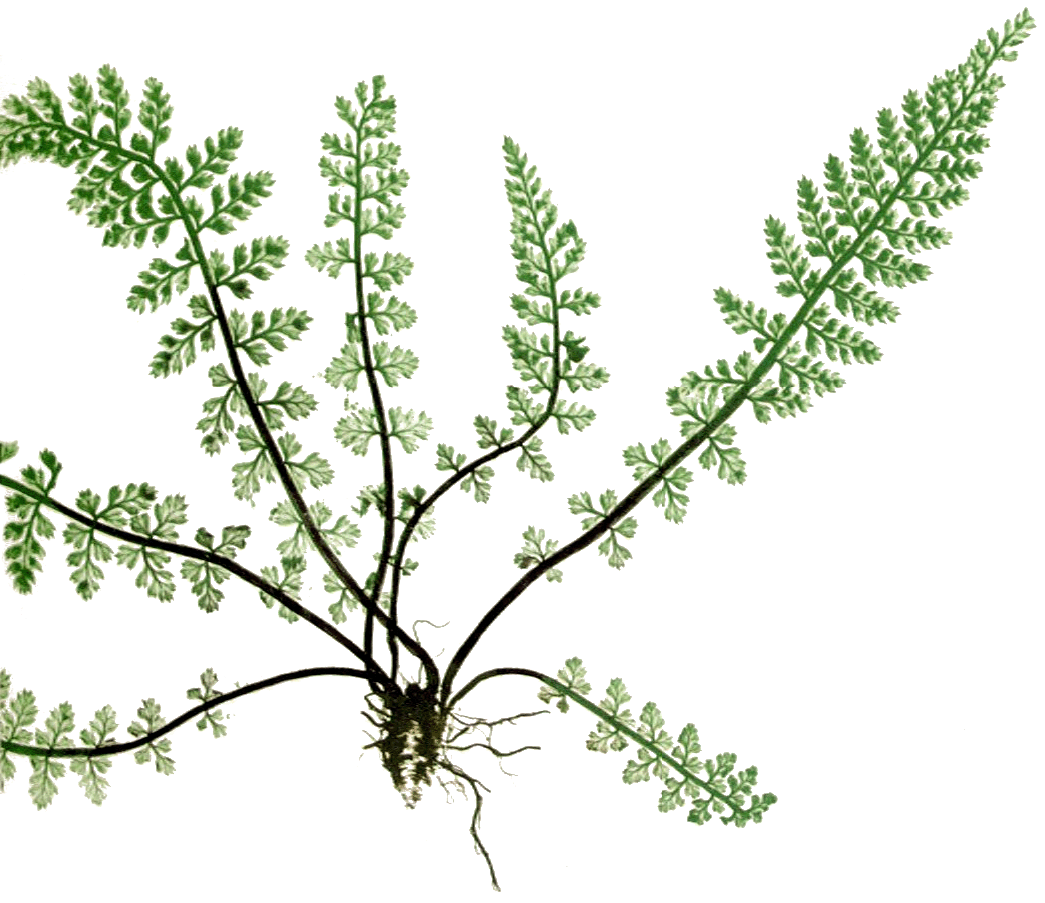
Ilustración

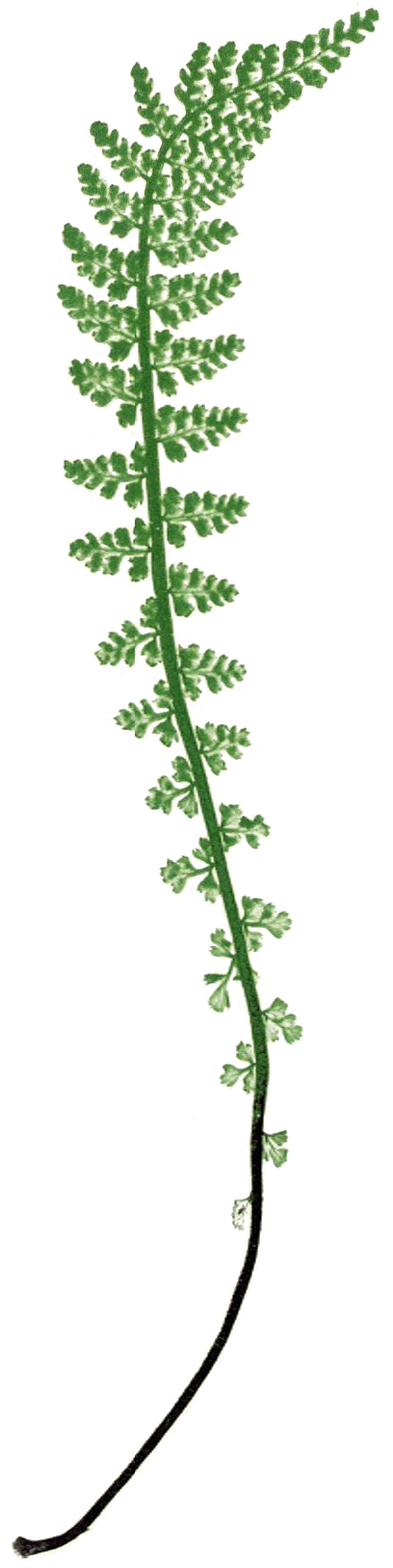
Fronde

## Descripción
Se trata de una hemicriptófito rizomatoso, erecto, con frondes agrupadas en fascículos laxos, frondes que alcanzan hasta 30 cm de longitud. la lámina es dos o tres veces pinnada, con pínnulas pinnatífidas, con lóbulos, a su vez, denticulados. El pecíolo, castaño en su parte basal, es mucho más corto que la lámina, de un vivo color verde. El raquis es verdoso en toda su longitud, con un indumento glanduloso. Los soros se distribuyen en grupos de dos o tres por pínnula. 2n=72.

## Distribución y hábitat
La especie es propia de Europa occidental y norte de África. En la península ibérica se encuentra en los Pirineos y montañas de la mitad oriental; en el sur, alcanza las sierras béticas hasta Cádiz, pero siempre en hábitats húmedos. Muestra preferencia por ambientes sombríos, aunque también puede vivir a plena luz sin sol directo si recibe suficiente humedad y se desarrolla en fisuras de rocas calizas y entre las piedras de las paredes de los bancales, entre 100 y 2200 m s. n. m.

## Caracteres distintivos
A. fontanum posee las láminas cinco veces más largas que anchas, mientras que de A. foreziense las posee más cortas. Con cierta semejanza a A. majoricum, puede distinguirse por un mayor número de divisiones en las frondes que este último.

## Taxonomía
Asplenium fontanum fue descrita por (L.) Bernh.  y publicado en Contributions from the New South Wales National Herbarium 3(3): 247 1963.
Etimología
Ver: Asplenium
fontanum: epíteto latino que significa "manantial o fuente".
Citología
Número de cromosomas de Asplenium fontanum (Fam. Aspleniaceae) y táxones infraespecíficos =
Asplenium fontanum subsp. fontanum (L.) Bernh.: n=36
Subespecies
- Asplenium fontanum ssp. fontanum: vive en Europa y Norte de África.
- Asplenium fontanum ssp. pseudofontanum: vive en Asia, desde el Turquestán hasta Nepal.

Sinonimia
- Aspidium fontanum  (L.) Sw.
- Aspidium halleri (Roth) Willd.
- Asplenium halleri (Roth) DC.
- Asplenium lanceolatum subsp. fontanum (L.) P.Fourn.
- Asplenium leptophyllum Lag., D.García & Clemente
- Athyrium fontanum (L.) Roth
- Athyrium halleri Roth
- Polypodium fontanum L.[4]
- Asplenium yunnanense Franch.
- Asplenium woodsioides H. Christ	[5]

## Nombres comunes
- Castellano: culantrillo blanco menor, falgueretas.[4]